# 蘭庫爾縣

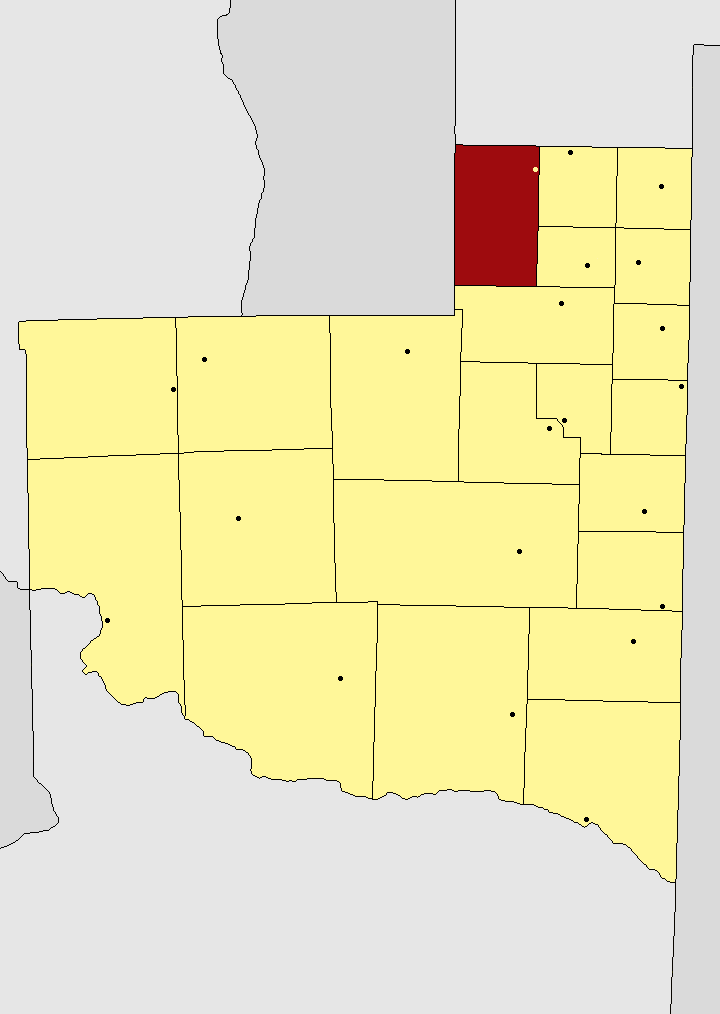

35°4′5″S 64°41′2″W / 35.06806°S 64.68389°W
蘭庫爾縣（西班牙語：Departamento Rancul），是阿根廷的縣份，位於該國中部拉潘帕省，首府設於帕雷拉，北面是科爾多瓦省，面積4,933平方公里，2010年人口10,668，人口密度每平方公里2.2人。